# Eastland (Texas)
Eastland település az Amerikai Egyesült Államok Texas államában, Eastland megyében, melynek megyeszékhelye is. Lakosainak száma 3609 fő (2020. április 1.).

## Népesség
A település népességének változása:

| 2010 | 3 960 |
| 2020 | 3 609 |